# Thoái hóa cột sống
Thoái hóa cột sống (tên tiếng Anh là: Degenerative spine) là thuật ngữ y khoa bao gồm gai cột sống và thoái hóa đĩa đệm. Thông thường thoái hóa cột sống được sử dụng để mô tả chứng viêm xương khớp của cột sống. Đây là một loại bệnh về xương khớp rất phổ biến hay xảy ra với những người trong độ tuổi khoảng 35 trở lên. Thoái hóa cột sống gây đau nhức, viêm khớp, mọc gai nơi những đốt sống, giảm khả năng vận động của bệnh nhân. Những vị trí thường hay bị thoái hóa gồm có: vùng lưng(trên và giữa lưng), Cổ và vùng thắt lưng (phần dưới lưng trở lại). Thoái hóa cột sống thắt lưng và thoái hóa cột sống cổ là tình trạng phổ biến nhất.

## Triệu chứng
- Triệu chứng thoái hóa cột sống dễ nhận thấy nhất là những cơn đau xuất hiện rất thường xuyên và âm ỉ kéo dài từ ngày này qua ngày khác và chủ yếu là đau ở vùng cổ gáy và thắt lưng.Người bệnh sẽ luôn có cảm giác cực kì khó chịu kèm theo đó là ăn không ngon, mất ngủ, sút cân, làm việc không hiệu quả.
- Có nhiều người bị những cơn đau cấp tính ập đến làm đau nhức và lan cả sang vùng khác như hông, đùi, vai, thần kinh tọa đến mức không thể đi lại, di chuyển lâu được.
- Những người bệnh sẽ phải chịu cơn đau từ gáy lan ra tai, cổ, ảnh hưởng đến tư thế đầu cổ, đau lan lên đầu, hoặc có thể đau gáy lan xuống vai, cánh tay một bên đôi khi cả hai bên cánh tay.
- Cột sống cổ lúc này sẽ bị mất đường cong sinh lý, hẹp đĩa liên đốt, biến dạng ở thân đốt và xuất hiện các gai xương. Lúc này sẽ làm cho người bệnh bị hạn chế cử động, bị cứng gáy.
- Đối với những người bị thoái hóa cột sống cổ thì sẽ có các triệu chứng như nấc, ngáp, chóng mặt.
- Đối với những trường hợp nghiêm trọng thì có thể ảnh hưởng đến tủy sống và dây thần kinh liên chi. Nếu không phát hiện và điều trị sớm có thể dẫn đến bại liệt, teo cơ.

## Nguyên nhân
Khi bạn già đi, xương và dây chằng ở cột sống trở nên yếu, dẫn đến tình trạng gai cột sống (viêm xương khớp). Các đĩa đệm bị thoái hóa và suy yếu, gây ra thoát vị đĩa đệm và lồi đĩa đệm. Kết quả là bạn có thể gặp phải một số triệu chứng của thoái hóa cột sống.

### Nguy cơ mắc phải
Có rất nhiều yếu tố làm tăng nguy cơ mắc bệnh thoái hóa cột sống, chẳng hạn như:
- Tuổi tác: Các triệu chứng thường xuất hiện lần đầu trong độ tuổi từ 20 và 50. Hơn 80% người trên 40 tuổi được chẩn đoán mắc bệnh thoái hóa cột sống sau khi chụp X-quang
- Giới tính: Đối với những người dưới 45 tuổi, viêm xương khớp xuất hiện nhiều hơn ở nam giới. Sau 45 tuổi, viêm xương khớp xuất hiện nhiều hơn ở phụ nữ
- Thừa cân
- Chấn thương hoặc chấn thương khớp
- Xu hướng di truyền
- Những người làm việc hoặc hoạt động thể lực có tác động lên các khớp nhất định
- Di truyền huyết thống: Tỷ lệ thoái hóa cột sống ở người châu Á thấp hơn người châu Âu. Mắc các bệnh lý bẩm sinh di truyền như: Hẹp ống sống, gai cột sống s1,...
- Chế độ dinh dưỡng: Thiếu calci, magnesi, vitamin,... khiến cột sống bị bào mòn, hạn chế khả năng tái tạo làm tăng nguy cơ thoái hóa.

## Hậu quả
- Gây đau đớn, cứng khớp, hạn chế vận động. Nhiều khi không ngoái được cổ, không cúi gập người được hoặc đứng lên ngồi xuống rất khó khăn.
- Gây chèn ép dây thần kinh dẫn đến bại liệt, mất khả năng lao động và tàn phế. Người bị thoái hóa có dấu hiệu bị tê tay (đối với thoái hóa đốt sống cổ), tê chân (đối với thoái hóa cột sống lưng), để nặng hơn sẽ dẫn tới bại liệt. Đây là hậu quả đáng sợ nhất có thể gây nguy hiểm tới tính mạng.
- Gây thoát vị đĩa đệm: Khi cột sống bị thoái hóa, chỉ với một tác nhân đủ mạnh (như mang vác nặng, động tác thể thao đột ngột hoặc quá sức,...) thì đĩa đệm sẽ bị chèn ép và thoát vị. Gây đau đớn, không thể cử động và dẫn tới các nguy cơ tiềm ẩn khác như đau rễ thần kinh, rối loạn đại tiểu tiện, teo cơ, thậm chí là tàn phế.
- Gây thêm một số bệnh như gai cột sống, đau thần kinh tọa, gù vẹo và biến dạng cột sống,...
- Gây rối loạn tiền đình: Thoái hóa sẽ làm tổn thương lỗ tiến hợp, chèn ép mạch máu gây rối loạn tiền đình. Khi đó, người bệnh sẽ thấy mệt mỏi, trầm cảm, lo lắng, kém ăn mất ngủ. Với người cao tuổi thường gây chóng mặt, dễ dẫn đến ngã, tai nạn.

## Phòng trị

### Phòng ngừa
- Chế độ dinh dưỡng cho người mắc thoái hóa cột sống là một trong những yếu tố tối quan trọng, do đó các bạn hãy ăn các bữa ăn có đầy đủ chất để xương cứng cáp và hồi phục một cách nhanh chóng như thịt,cá, trứng, sữa, tôm, cua có chứa maggie, calci...
- Hạn chế ăn các loại thức ăn có nhiều đường, bột, đồ ăn quá mặn, không sử dụng rượu bia, thuốc lá, uống ít nhất một ngày 1 lít nước.
- Ăn nhiều trái cây, và sử dụng các loại nước ép táo, cam, chanh, bưởi. Ngoài ra, các bạn cũng nên ăn nhiều rau như: rau muống, rau dền, bắp cải, giá...

### Điều trị
Điều trị ban đầu có thể bao gồm giảm cân (nếu cần thiết) và sau đó là duy trì trọng lượng khỏe mạnh. Việc điều trị cũng có thể bao gồm tập thể dục.Một số bài tập liên quan đến điều trị viêm xương khớp như: bơi lội, đi bộ, thể dục nhịp điệu dưới nước. Tập thể dục có thể được chia thành các loại sau:
- Các bài tập tăng cường cơ bắp: Những bài tập về cơ bắp giúp rèn luyện các khớp khỏe mạnh hơn
- Bài tập aerobic: Những bài tập này làm cho tim và hệ tuần hoàn khỏe mạnh hơn
- Bài tập về phạm vi chuyển động: Các bài tập này làm tăng tính linh hoạt của cơ thể

Bạn cũng cần phải dành thời gian để nghỉ ngơi trong thời gian điều trị tổng thể. Tuy nhiên, bạn nên hạn chế nghỉ ngơi tại giường, nẹp, thanh giằng trong thời gian dài.

#### Các phương pháp điều trị không dùng thuốc để điều trị viêm xương khớp, bao gồm:
- Mát-xa (Massage)
- Châm cứu
- Chườm nóng hoặc chườm lạnh lên các khớp bị ảnh hưởng (tham khảo ý kiến bác sĩ để được tư vấn tốt nhất)
- Kích thích điện thông qua da (TENS). Bác sĩ sẽ sử dụng một thiết bị nhỏ phát ra các xung điện tác động vào các khu vực bị ảnh hưởng
- Bổ sung dinh dưỡng

#### Các phương pháp điều trị chỉ giúp làm dịu cơn đau lưng và cổ do thoái hóa cột sống gây ra, bao gồm:
- Thuốc: Điều trị đau thoái hóa cột sống thường bao gồm thuốc kháng viêm, thuốc giảm đau, kháng viêm không steroid hoặc thuốc tiêm corticosteroid
- Vật lý trị liệu: Vật lý trị liệu cho tình trạng đau lưng mạn tính hoặc đau cổ để tăng cường cơ bắp, Một số phương pháp châm cứu, bấm huyệt, tắm suối khoáng... sẽ giúp đả thông kinh mạch, giảm đau nhanh. Ngoài ra, kết hợp các bài tập hỗ trợ điều trị thoái hóa cột sống như Aerobic, bơi lội, tư thế con mèo, cánh cung,... để giải phóng áp lực, kéo giãn cột sống.
- Phẫu thuật: Bác sĩ sẽ đề nghị phẫu thuật nếu hệ thống thần kinh bị hư hỏng hoặc việc đi bộ trở nên rất khó khăn.

Bài thuốc nam
Bên cạnh các biện pháp kể trên, người bệnh cũng có thể điều trị thoái hóa cột sống bằng một số bài thuốc nam lành tính và an toàn như: Ngải cứu, xương rồng, hạt gấc, mật ong, đậu đen,... kết hợp với một vài nguyên liệu khác. Đây là phương pháp điều trị bảo tồn, không gây tác dụng phụ, phù hợp với tất cả các bệnh nhân.

### Chế độ sinh hoạt
Bạn sẽ có thể kiểm soát bệnh này nếu áp dụng các biện pháp sau
- Đặt gạc ấm và/hoặc lạnh vào phần khớp bị ảnh hưởng
- Kê gối giữa hai chân khi ngủ
- Duy trì một trọng lượng khỏe mạnh: Thừa cân sẽ tạo áp lực lên các khớp như đầu gối, cột sống, hông, mắt cá chân và bàn chân. Giảm cân có thể giảm bớt các triệu chứng của viêm khớp
- Có chế độ ăn uống cân bằng: Thực phẩm giàu vitamin C, các axit béo omega-3 có thể giúp ích. Bạn hãy ăn nhiều trái cây và rau quả, ngũ cốc nguyên hạt, sữa ít béo, cá, các loại thịt nạc như thịt gà tây và thịt lợn thăn. Ngoài ra, bạn hãy chọn dung nạp chất béo lành mạnh, chẳng hạn như từ các loại hạt và quả bơ, ô liu và dầu hạt cải
- Tập thể dục như bơi lội, đi bộ, thể dục nhịp điệu dưới nước. Tập thể dục làm tăng năng lượng, tăng cường cơ bắp và xương, giúp các khớp xương linh hoạt
- Ngủ đúng: Một giấc ngủ ngon sẽ giúp bạn đối phó với những đau và căng thẳng của bệnh viêm khớp. Để có giấc ngủ tốt, hãy chọn đúng một thời điểm để đi ngủ mỗi đêm, sử dụng gối để giảm áp lực gây đau khớp.
- Hãy thử nẹp, niềng và vật dụng hỗ trợ khác. Vật dụng hỗ trợ làm dịu tình trạng đau khớp, chẳng hạn như nẹp, niềng và gậy có thể giúp giảm bớt sự khó chịu và phòng ngừa chấn thương. Các dụng cụ khác như dụng cụ mở đồ hộp tự động và ghế trong phòng tắm cũng có thể hỗ trợ bạn ít nhiều.